# Suko (Maron)
Suko is een bestuurslaag in het regentschap Probolinggo van de provincie Oost-Java, Indonesië. Suko telt 2118 inwoners (volkstelling 2010).